# Methil
Methil är en ort i Storbritannien.   Den ligger i kommunen Fife och riksdelen Skottland, i den centrala delen av landet, 500 km norr om huvudstaden London. Methil ligger 26 meter över havet och antalet invånare är 11 000.
Terrängen runt Methil är huvudsakligen platt, men åt nordost är den kuperad. Havet är nära Methil åt sydost.  Närmaste större samhälle är Glenrothes, 9,4 km väster om Methil. 